# AEL Kallonis
AEL Kallonis (Αθλητική Ένωση Λεκανοπεδίου Καλλονής, Α.Ε.Λ.Κ., dt.: Sportverein des Kallonis-Beckens) ist ein griechischer Fußballverein in Kalloni auf der Insel Lesbos. Er entstand am 15. Mai 1994 aus dem Zusammenschluss der Vereine Arisbeos Kallonis (Αρισβαίος Καλλονής) und Apollon Dafion (Απόλλων Δαφίων). Das Heimspielstadion des Teams war das Städtische Stadion „Kostas Kenteris“ (δημοτικό στάδιο «Κώστας Κεντέρης») mit einer Kapazität von 900 Personen, zwischen 2011 und 2017 nutzte der Verein jedoch das Demotiko Stadio Mytilinis (Δημοτικό Στάδιο Μυτιλήνης).
Finanzielle Probleme führten dazu, dass der Verein in der Saison 2016/17 aus der griechischen Football-League (Β΄ Εθνική ποδοσφαίρου ανδρών 2016-17), an welcher er teilnahm, ausgeschlossen und einige Monate später endgültig aufgelöst wurde.
In der Vergangenheit trat er in den Profikategorien des griechischen Fußballs an. Er nahm unter dem Namen A.E.L. Kallonis PAE an der Super League und der Football League teil.

## Geschichte
Vor dem Krieg gab es in der Stadt die Mannschaft SEFA Kallonis (ΣΕΦΑ Καλλονής), welche ab etwa 1930 inoffiziell tätig war. 1954 wurde Arisvaios Kallonis gegründet, welcher auch eine Leichtathletikmannschaft stellte, aus welcher der Olympiasieger Kostas Kenteris hervorging. Apollon Dafion war 1971 gegründet worden und 1993 Meister von Lesbos geworden. 1994 schloss sich AEL Kallonis aus der Fußballabteilung von Arisvaion mit der des benachbarten Apollon Dafion zusammen um die Kräfte der weiteren Region Zentral-Lesbos zu bündeln. Arisvaios bestand weiterhin mit den Abteilungen Leichtathletik und Basketball, während 2014 Apollonas Dafion (Απόλλωνας Δαφίων) neu gegründet wurde.

### Wettkampferfolge
Im zweiten Jahr nach dem Zusammenschluss gewann der Verein die Meisterschaft der EPS Lesbos und stieg in die 4. Nationalliga (Delta Ethniki, Δ΄ Εθνική) auf, jedoch auch sofort wieder ab. Das gleiche Schicksal ereilte den Verein beim zweiten Aufstieg im Jahr 2002. 2005 und 2009 gewann die Mannschaft den EPS Cup Lesbos (Ένωση Ποδοσφαιρικών Σωματείων Λέσβου).
In der Saison 2008/09 nahm der Verein zum dritten Mal an der 4. Liga teil. Zusammen mit den Athener Mannschaften kam er in die 8. Gruppe und belegte mit 48 Punkten den 5. Platz in der Gesamtwertung. In der folgenden Saison 2009/10 spielte er in der 9. Gruppe der 4. Nationalmannschaft zusammen mit den Teams von Piräus, Ost-Attika und Lesbos und wurde dort Meister. Im selben Jahr gewann er erneut den EPS Cup Lesvos, als er Aeolikos Mytillinis (Aiolikos F.C., Α.Ε.Π.Σ. Αιολικός Μυτιλήνης) im städtischen Stadion von Plomari besiegte.
In der Saison 2010/11 trat der Verein dann in der Nordgruppe der Gamma Ethniki (Dritten Liga) an. Er belegte den 2. Platz und schaffte den Aufstieg in die Football League. Im Jahr 2011 übernahm Luciano de Souza das Traineramt. In ihrer ersten Jahr in der Football League belegte die Mannschaft den 6. Platz und nahm erfolglos an den Aufstiegs-Playoffs teil. Im Juni 2012 übernahm ein neuer Trainer, Timotheos Kavakas (Τιμόθεος Καβακάς), während das städtische Stadion von Mytilini als Heimspielstadion diente. In der Saison 2012/13 belegte die Mannschaft den 3. Platz in der 2. Nationalliga und schaffte als erste Mannschaft von der Insel Lesbos zum ersten Mal der Geschichte den Aufstieg in die höchste Spielklasse der griechischen Liga.
Da das städtische Stadion von Mytilini die Anforderungen für die Spiele nicht erfüllte, trat Kallonis in der Saisonmeisterschaft 2013/14 in verschiedenen Stadien an. In den ersten drei Spielen nutzte es das Olympiastadion Athen, in den nächsten beiden das Kleanthis-Vikelidis-Stadion in Thessaloniki und kehrte dann nach Athen zurück, trotz der schlechten Voraussetzungen gelang es, in der Super League zu bleiben und die Mannschaft belegte mit 39 Punkten den 12. Platz. In der Saison 2014–15 nahm sie trotz der Probleme, die aufgrund der finanziellen Anforderungen der Gemeinde Lesbos entstanden waren, regelmäßig im Städtischen Stadion von Mytilini teil und belegte dabei den 11. Platz. In der darauffolgenden Saison (2015–16) gelang dies jedoch nicht und die Mannschaft belegte den 16. und letzten Platz, was aufgrund finanzieller Probleme zum Abstieg in die Football League führte, wo sie nur ein Jahr (2016–17) blieb bis zum Ausschluss aus der Liga und einige Monate später wurde der Verein endgültig aufgelöst.
Im Sommer 2017 änderte die vom Verein als Amateurverband unterhaltene Akademie ihren Status und erhielt den Namen Akadimia Podosfairou Lekanopediou Kallonis (Ακαδημία Ποδοσφαίρου Λεκανοπεδίου Καλλονής).
Im Sommer 2023 gab die Akadimia Podosfairou Lekanopediou Kallonis eine Fusion mit der Proodevtiki Skala Kallonis (Προοδευτική Σκάλα Καλλονής) bekannt und gründete eine neue Mannschaft im Kalloni-Becken, den Kalloni Soccer Club Stani Dairy (Καλλονή Soccer Club Stani Dairy).

## Titel/Erfolge
- EPS Cup Lesbos (2): 2006, 2009 (2010, Finalbeteiligung).
- Kyella Visou Lesvou (Κύπελλα νήσου Λέσβου, Kup der Inseln von Lesvos) (1): 2010.
- Lesvos-Meisterschaft (Πρωταθλήματα Ε.Π.Σ. Λέσβου) (1+3): 1993 (Apollon Dafnion), 1996, 2002, 2008.
- Meister der Δ΄ Ethniki: 2010.
- Zweiter Platz in der Γ΄ Ethniki: 2011.
- Dritter Platz in der Β΄ Εthniki: 2013.
- Zwei Jahre Teilnahme an der Α΄ Ethniki.